# St. Martinus (Abenden)

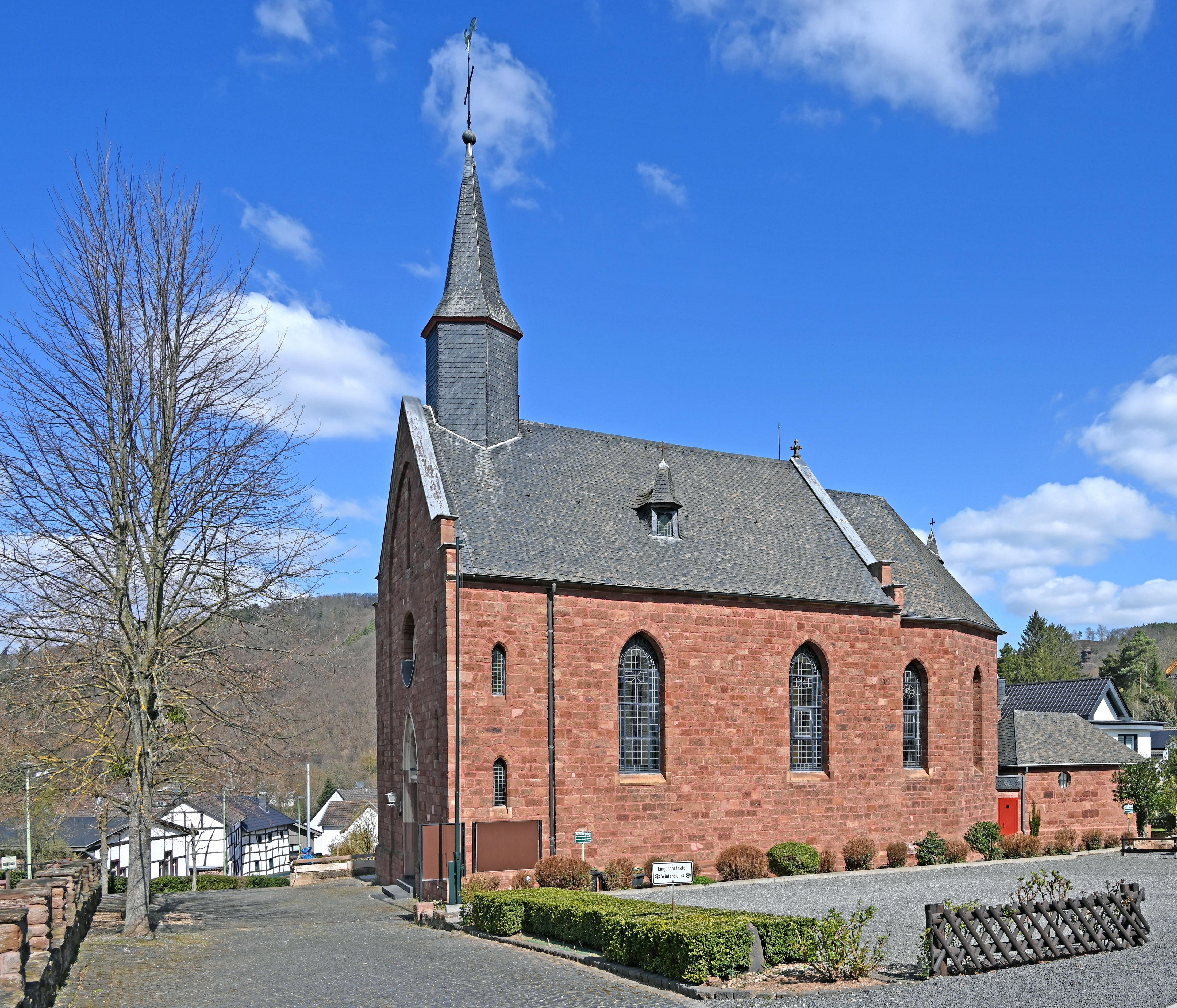
St. Martinus in Abenden

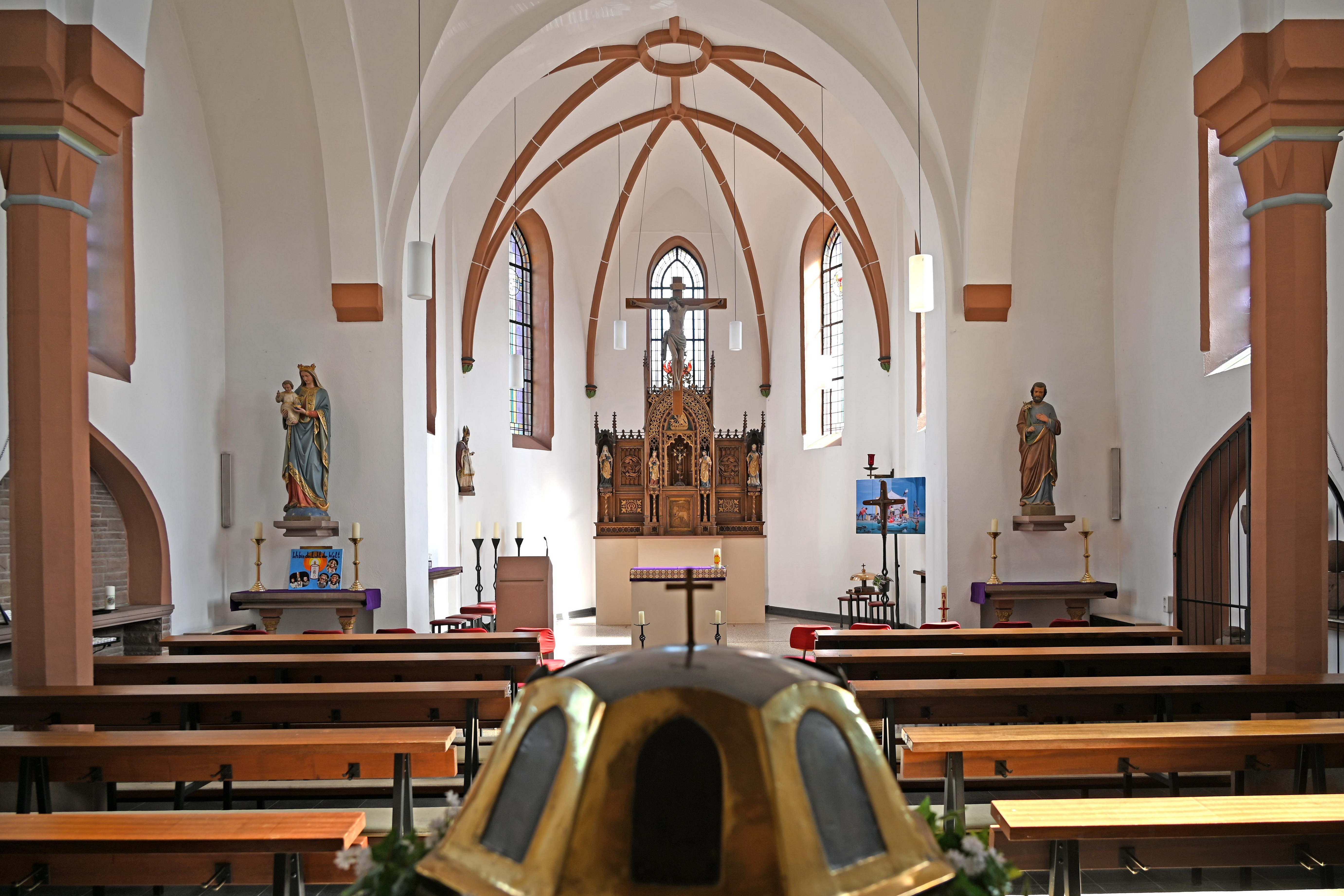
Innenraum

St. Martinus ist die römisch-katholische Filialkirche des Ortsteils Abenden der Stadt Nideggen im Kreis Düren (Nordrhein-Westfalen).
Das Gotteshaus gehört zur Pfarre St. Johannes Baptist Nideggen und ist als Baudenkmal unter Nummer 61 in die Liste der Baudenkmäler in Nideggen eingetragen.

## Geschichte
Bereits im 16. Jahrhundert gab es in Abenden eine Kapelle. Zu dieser Zeit gehörte der Ort noch zur Pfarre St. Clemens Berg. Weiteres ist über dieses Gotteshaus nicht bekannt.
Anfang der 1860er Jahre plante man den Bau einer neuen Kirche. Am 17. März 1864 genehmigte das Generalvikariat des Erzbistums Köln, zu dem Abenden damals gehörte, den Bau einer neuen Kirche. Grundsteinlegung war am 23. Juni 1864 und bereits ein Jahr später, nämlich am 13. November 1865, konnte das neue einschiffige Gotteshaus mit fünfseitig geschlossenem Chor geweiht werden. Es wurde aus Buntsandstein und im Baustil der Neugotik errichtet. Ab 1868 durfte in Abenden auch getauft werden.
Im Jahr 1871 wurde eine Sakristei angebaut, die zwischen 1921 und 1925 erweitert wurde. In diesem Zeitraum wurde die Kirche auch renoviert.
1968 wurde der Altarraum umgestaltet. Eine erneute Renovierung des Inneren und Äußeren erfolgte in den Jahren 2004 und 2005.

## Ausstattung
Im Innenraum befindet sich ein neugotischer Hochaltar des Bildhauers Hermanns aus dem Jahr 1876. Außerdem sind im Altarraum ein Kruzifix aus dem 18. Jahrhundert zu sehen, welches aus dem Vorgängerbau übernommen wurde, und ein Kreuzweg von 1951/52. Im Besitz der Filialgemeinde befindet sich außerdem noch eine Barockkanzel von 1663. Sie befindet sich allerdings im Bistumsdepot im Kloster Wenau. Sie stammt wohl auch noch aus der alten Kapelle. Die Fenster schuf Wilhelm Sonanini im Jahr 1923.

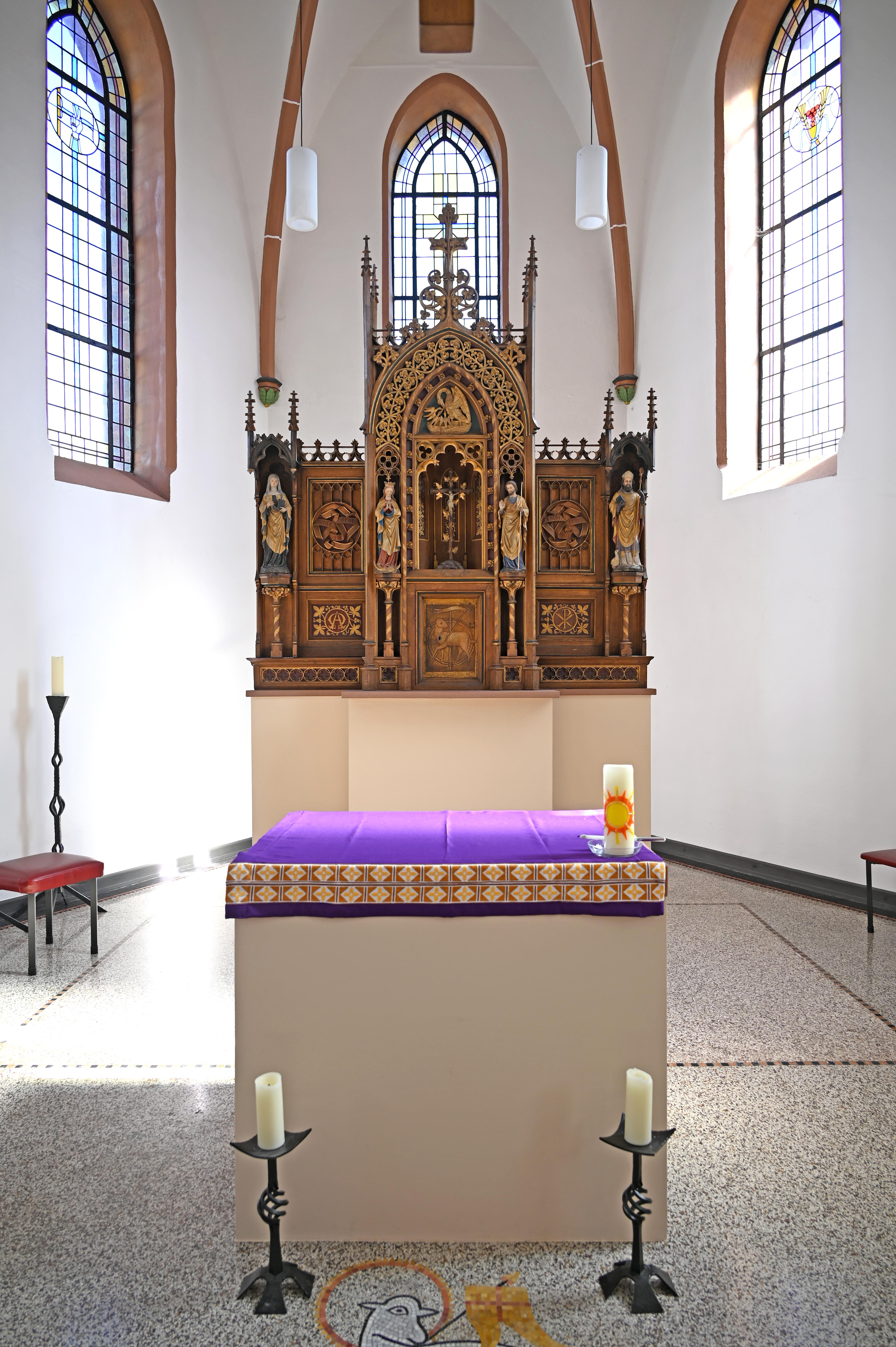
Chor mit Altar
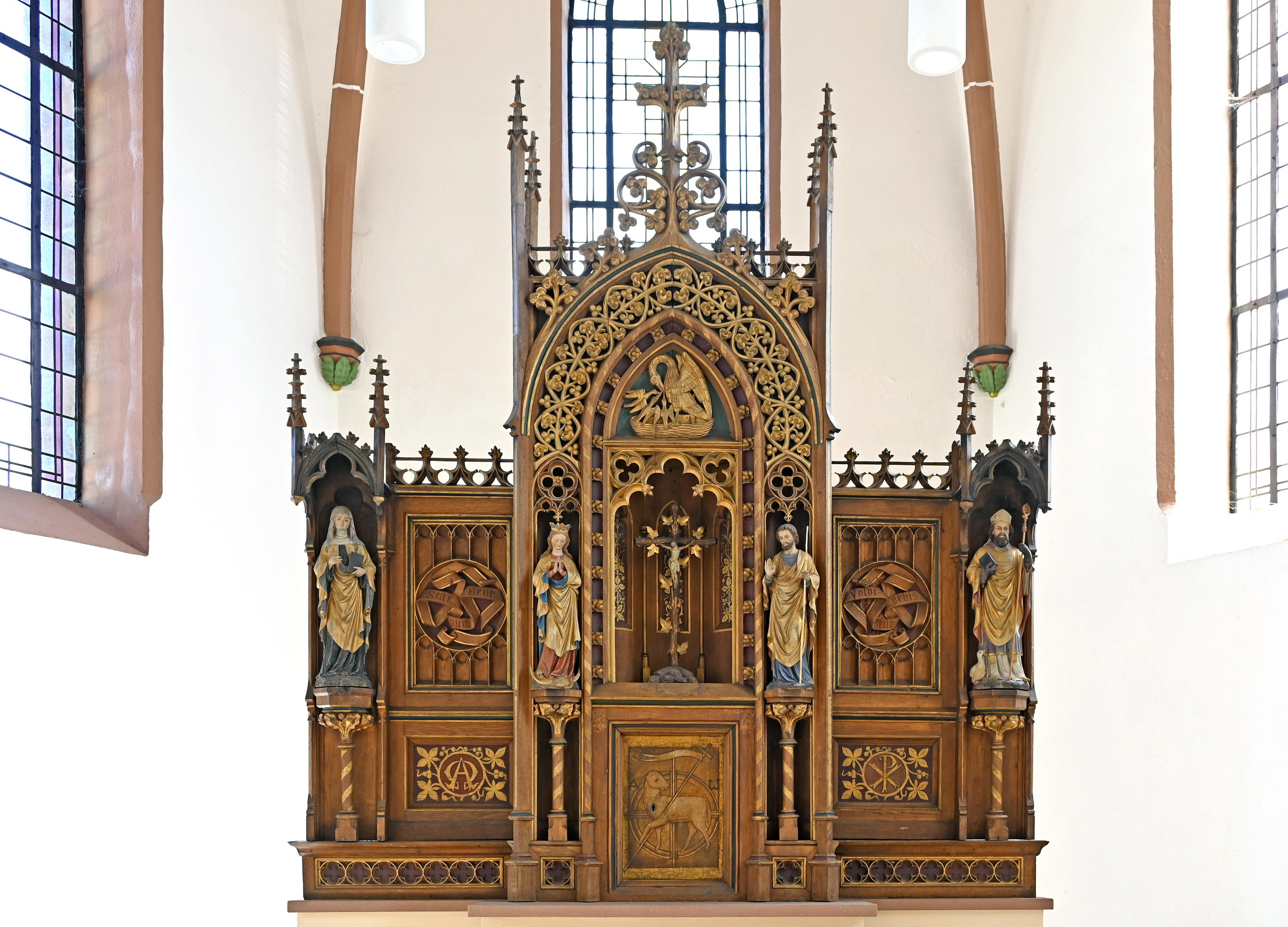
Hochaltar (1876)
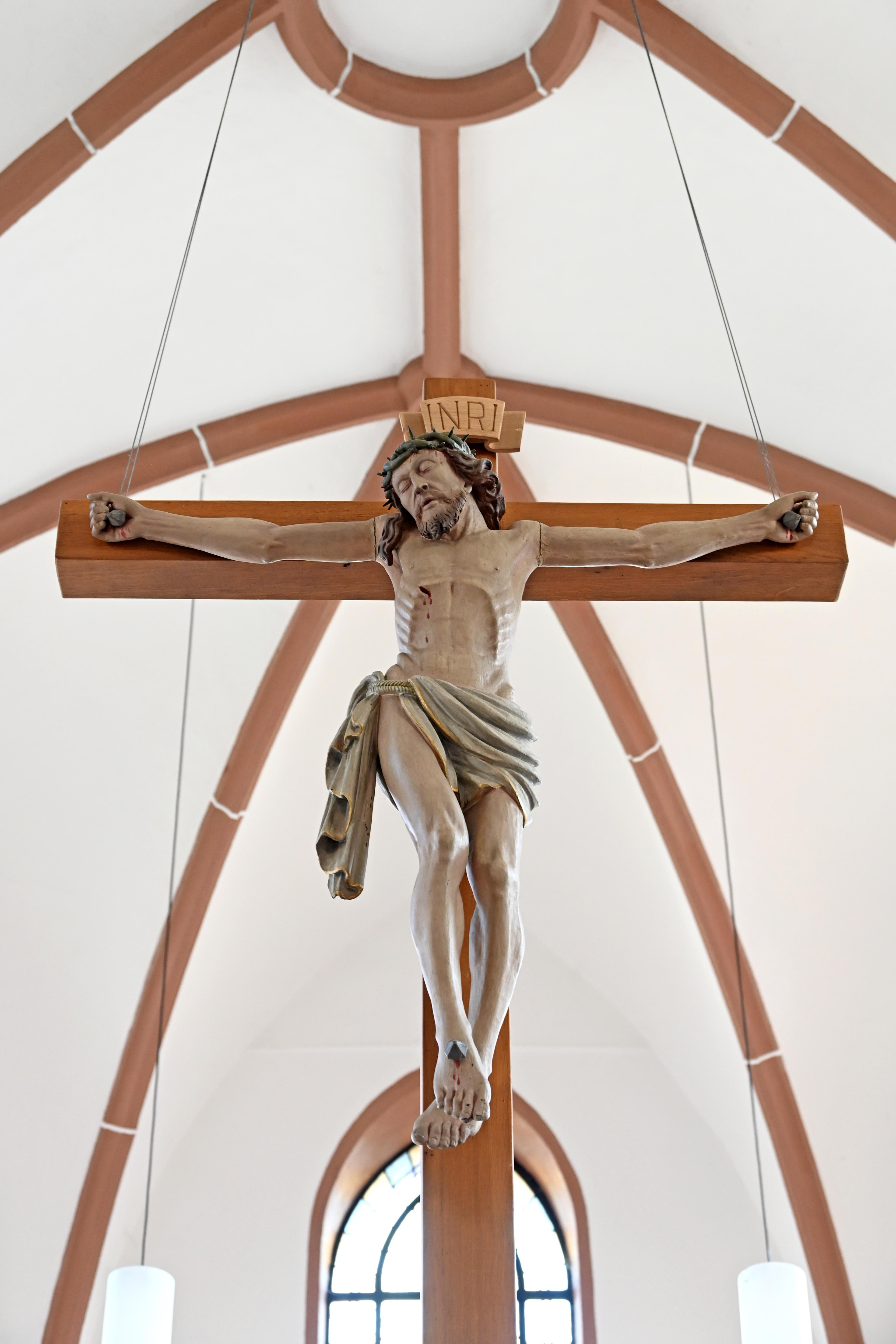
Kruzifix (18. Jh.)
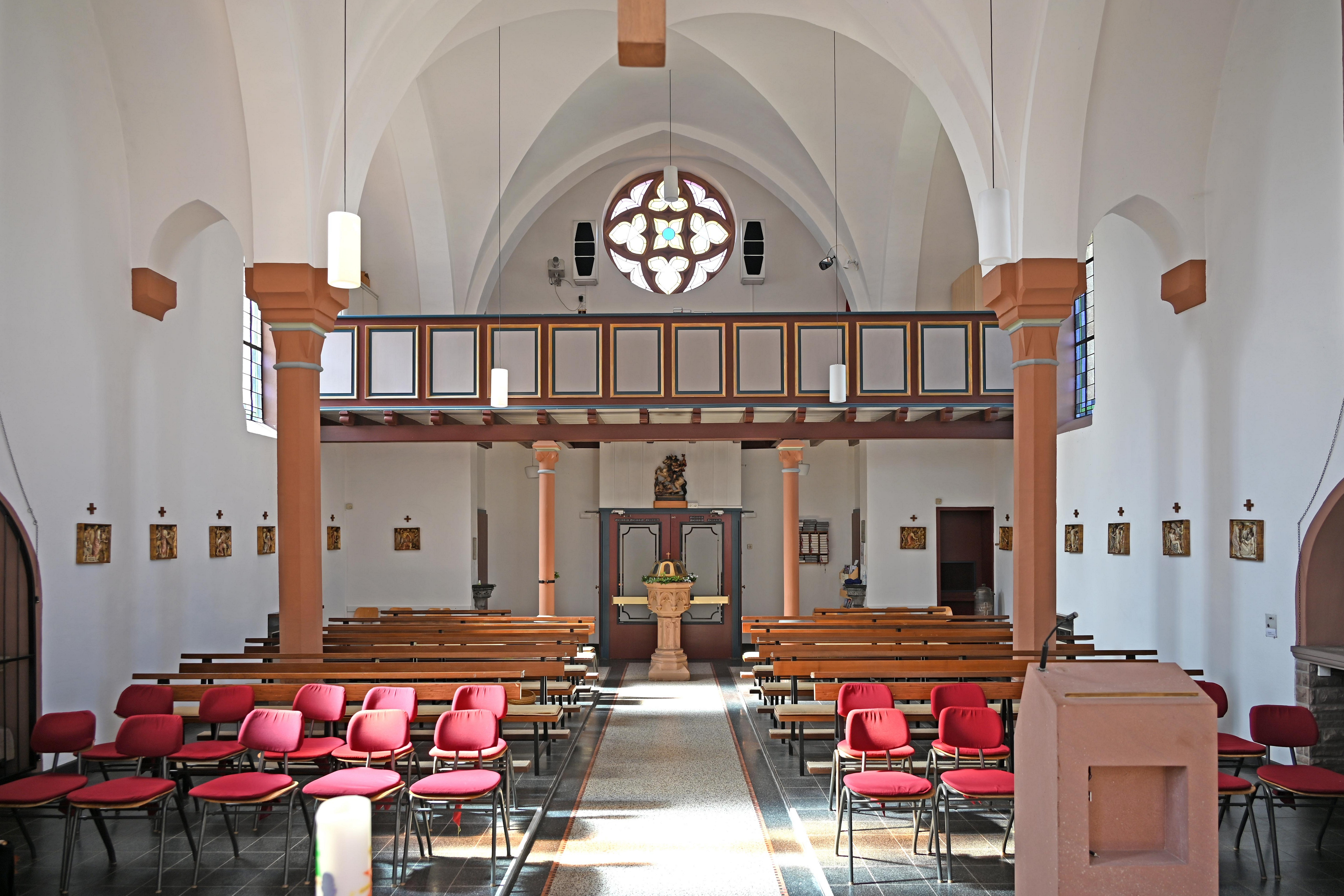
Blick zur Empore
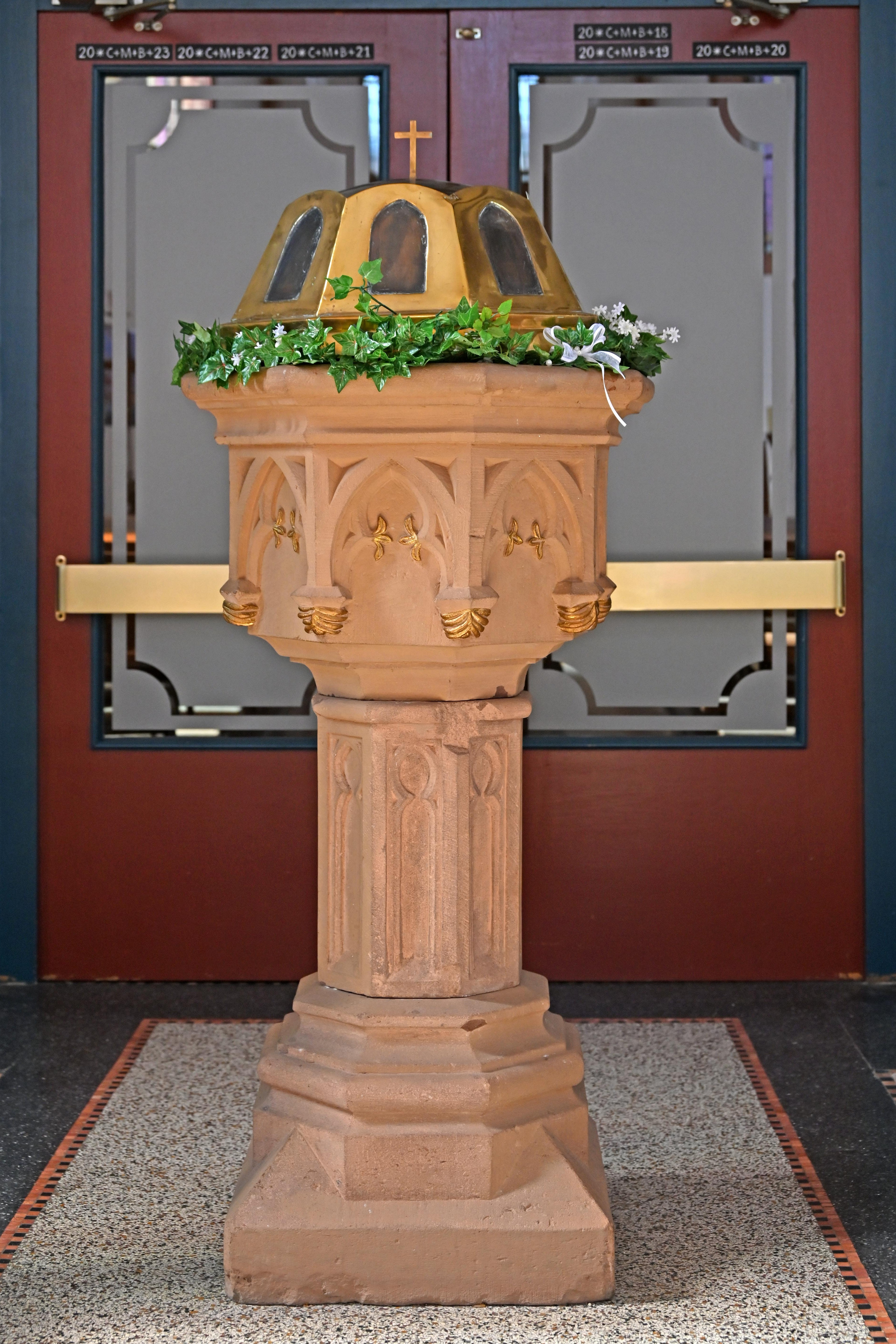
Taufstein